# 원릉 (조선)
원릉(元陵)은 영조와 정순왕후 김씨의 묘로 1776년 7월 27일에 조성되었으며, 대한민국 경기도 구리시 인창동에 있는, 동구릉 중의 하나이다. 1970년 5월 26일 사적 제193호로 지정되었다.

## 개요
홍살문 앞에서 본 원릉의 최근 모습
원릉은 원래 효종의 영릉이 있던 자리였다. 효종의 영릉은 1659년 조성되었는데 1673년 석물에 틈이 생기는 문제가 발생하자 현 위치로 옮겼다.
1776년 정조가 즉위한 해인 3월 5일 영조가 승하하였다. 영조는 52년에 걸쳐 재위를 하였으며, 정조는 영조가 승하한 그 해 7월 27일 건원릉 서쪽 두 번째 산줄기에 안장하고 원릉이라는 묘호를 내렸다. 원릉을 조성한 지 29년이 지난 순조 5년 1805년에는 영조 계비 정순왕후 김씨가 61세의 나이로 승하를 하여 원릉의 옆에 묻었다.

## 같이 보기
- 조선의 왕릉
- 동구릉
- 원릉역 - 원릉의 이름을 쓰고 있으나, 원릉과는 전혀 관계없는 고양시에 있는 역
- 홍릉 - 정비인 정성왕후의 능